# 喬治·克林頓 (音樂家)
喬治·愛德華·克林頓（1941年7月22日—）是一名美國歌手、詞曲作家、樂團領導和音樂製作人。他的百樂門-放克瘋音樂集合體借鑒了迷幻文化、古怪時尚、科學幻想和超現實主義的幽默，並在1970年代發展出不拘一格且極具影響力的放克音樂。他於1981年開始個人職業生涯，並將繼續影響著1990年代的嘻哈和G-放克風格。他與詹姆士·布朗和史萊·史東一起並列為放克音樂最重要的創新者。1997年，他與其他15位百樂門-放克瘋的重要成員入選搖滾名人堂。

## 延伸閱讀
- Clinton, George; Greenman, Ben. . New York: Atria Books. 2014. ISBN 978-1-4767-5107-8.

## 外部鏈結
- 喬治·克林頓的官方網站（页面存档备份，存于）
- George Clinton在互联网电影资料库（IMDb）上的資料（英文）
- George Clinton在Allmusic上的頁面